# 109e congrès des États-Unis
3 janvier 2005 – 3 janvier 2007
Sessions
Précédent Suivant
Le 109e congrès des États-Unis est la législature fédérale américaine débutant le 3 janvier 2005 et se concluant le 3 janvier 2007, sous la présidence de George W. Bush.
Les républicains - le parti du président George W. Bush - ont la majorité dans les deux chambres.

## Composition

### Sénat
| Sénat |
| |
| - Parti démocrate: 44 membres. - Indépendants: 1 membre votant avec les démocrates. - Parti républicain: 55 membres. |

Présidence : Dick Cheney (R)

### Chambre des représentants
| Chambre des représentants                                         |
|                                                                   |
| - Parti républicain: 242 membres. - Parti démocrate: 193 membres. |

Présidence : Dennis Hastert (R)

## Ressources